# Arklity
Arklity (deutsch Arklitten) ist ein Dorf in der polnischen Woiwodschaft Ermland-Masuren und gehört zur Gmina Barciany (Barten) im Powiat Kętrzyński (Kreis Rastenburg).

## Geographische Lage
Arklity liegt am Nordufer des Arklitter Sees (polnisch Jezioro Arklickie) und vier Kilometer südlich der Grenze zur russischen Oblast Kaliningrad, acht Kilometer südöstlich der früheren Kreisstadt Gerdauen (heute russisch Schelesnodoroschny) bzw. 24 Kilometer nördlich der heutigen Kreismetropole Kętrzyn (deutsch Rastenburg).

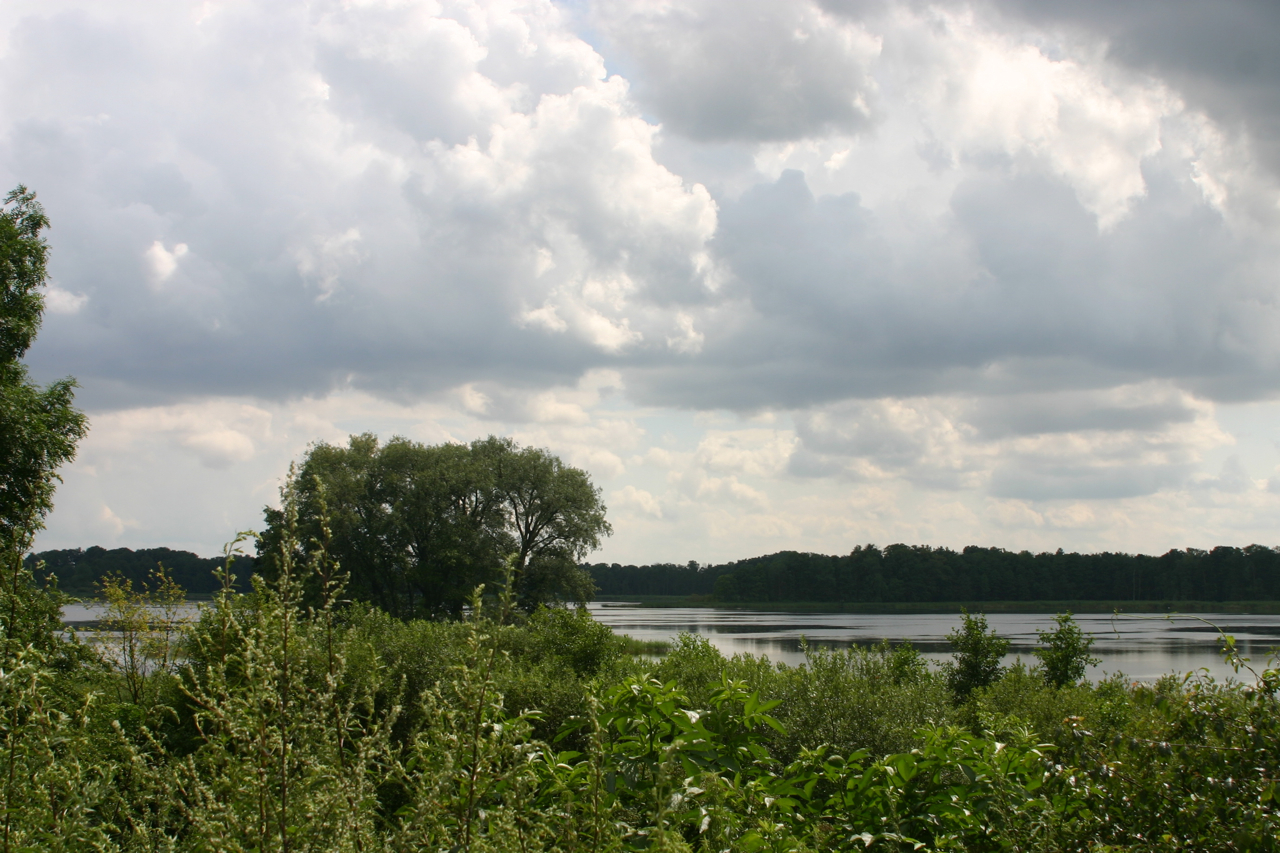
Blick auf den Arklitter See (Jezioro Arklickie)

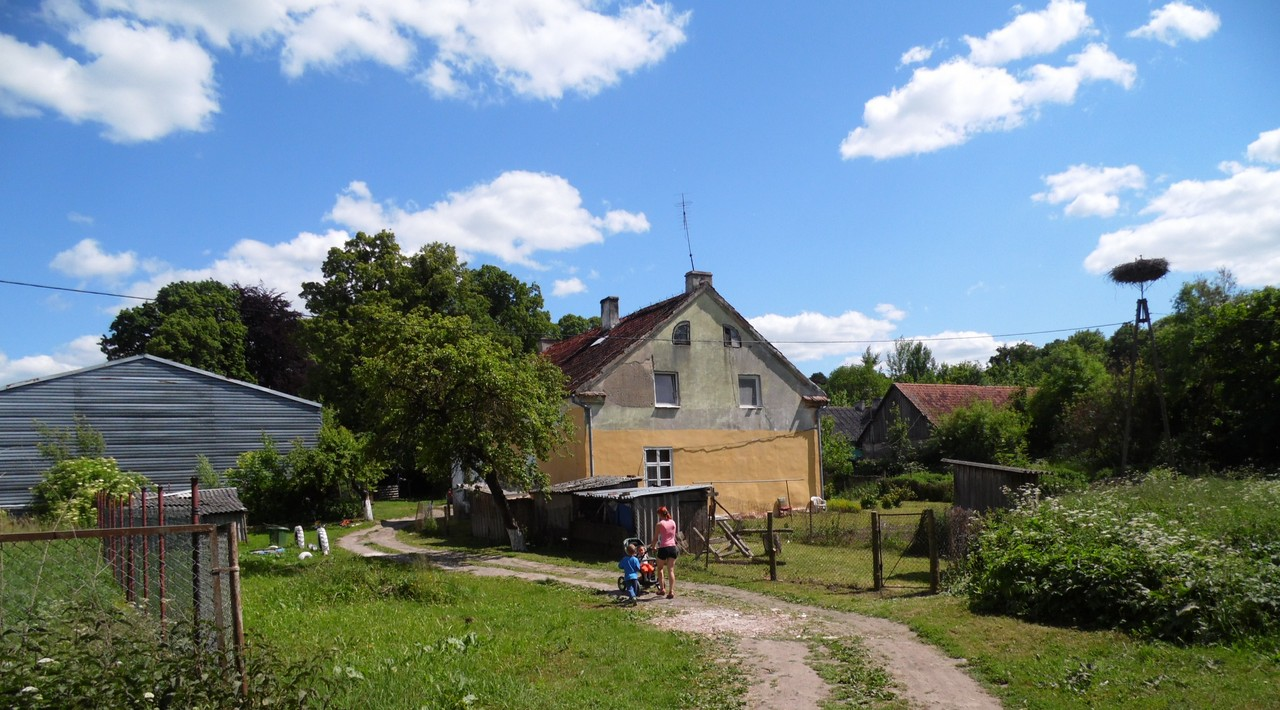
Ländliches Anwesen mit Storchennest in Arklity

## Geschichte

### Ortsname
Der prußische Ortsname deutet auf Viehhaltung, doch sind sich die Linguisten nicht einig: „arklys“: Pferd bzw. „erkele“: Schaflaus.

### Ortsgeschichte
Arkeliten wurde 1359 und 1401 als Erkeliten erwähnt. Anfang des 16. Jahrhunderts war das Gut, auf dem heute der Ort Arklity liegt, im Besitz der Familie von Schlieben, später der fränkischen Freiherren und Grafen von und zum Egloffstein. 1784 ließ Albrecht von und zum Egloffstein das Schloss errichten. 1785 gab es hier drei Wohnhäuser. Das Rittergut Arklitten blieb bis zur Flucht 1945 im Besitz der Grafen Egloffstein.
Ab der Verwaltungsreform 1818 gehörte das Dorf zum Landkreis Gerdauen im Regierungsbezirk Königsberg in Ostpreußen. Am 9. April 1874 wurde Arklitten Amtsdorf und damit namensgebend für einen Amtsbezirk, der bis 1934 bestand und dann in „Amtsbezirk Molthainen“ umbenannt wurde. Im Jahre 1910 zählte der Gutsbezirk Arklitten 495 Einwohner.
Am 30. September 1928 gab der Gutsbezirk Arklitten seine Selbständigkeit auf und wurde nach Molthainen (polnisch Mołtajny) eingemeindet. Die zum Gutsbezirk Arklitten gehörende Exklave Egloffstein (polnisch Główczyno) kam zur Landgemeinde Bieberstein (polnisch Bobrowo).
In Kriegsfolge wurde Arklitten 1945 mit dem gesamten südlichen Ostpreußen an Polen überstellt. Der Ort erhielt die polnische Namensform „Arklity“. 1970 lebten 207 Menschen hier. 1973 wurde der Ort Teil des Ortes Mołtajny (bis 1938 Molthainen, 1938 bis 1945 Molteinen) in der Gemeinde Skandawa (Skandau), ab 1977 in der Gemeinde Barciany (Barten) im Powiat Kętrzyński (Kreis Rastenburg). Während des Zweiten Weltkrieges befanden sich am Arklitter See die Baracken eines Nebenlagers des Stalag I A. 2010 hatte der Ort 79 Einwohner.

### Amtsbezirk Arklitten (1874–1934)
Der Amtsbezirk Arklitten bestand 60 Jahre und wurde am 15. Oktober 1934 in „Amtsbezirk Molthainen“ und am 8. November 1938 in „Amtsbezirk Molteinen“ umbenannt. Ursprünglich gehörten vier Dörfer dazu, am Ende waren es noch zwei:
| Deutscher Name                 | Polnischer Name | Bemerkungen                                                 |
| ------------------------------ | --------------- | ----------------------------------------------------------- |
| Arklitten                      | Arklity         | 1928 nach Molthainen eingegliedert                          |
| Bieberstein                    | Bobrowo         |                                                             |
| Molthainen 1938–1945 Molteinen | Mołtajny        |                                                             |
| Schätzels                      | Czaczek         | 1887 nach Willkamm im gleichnamigen Amtsbezirk umgegliedert |

Am 14. Oktober 1934 waren noch Bieberstein und Molthainen (Molteinen) zum umbenannten Amtsbezirk Molthainen zugehörig.

## Schloss der Grafen von und zu Egloffstein

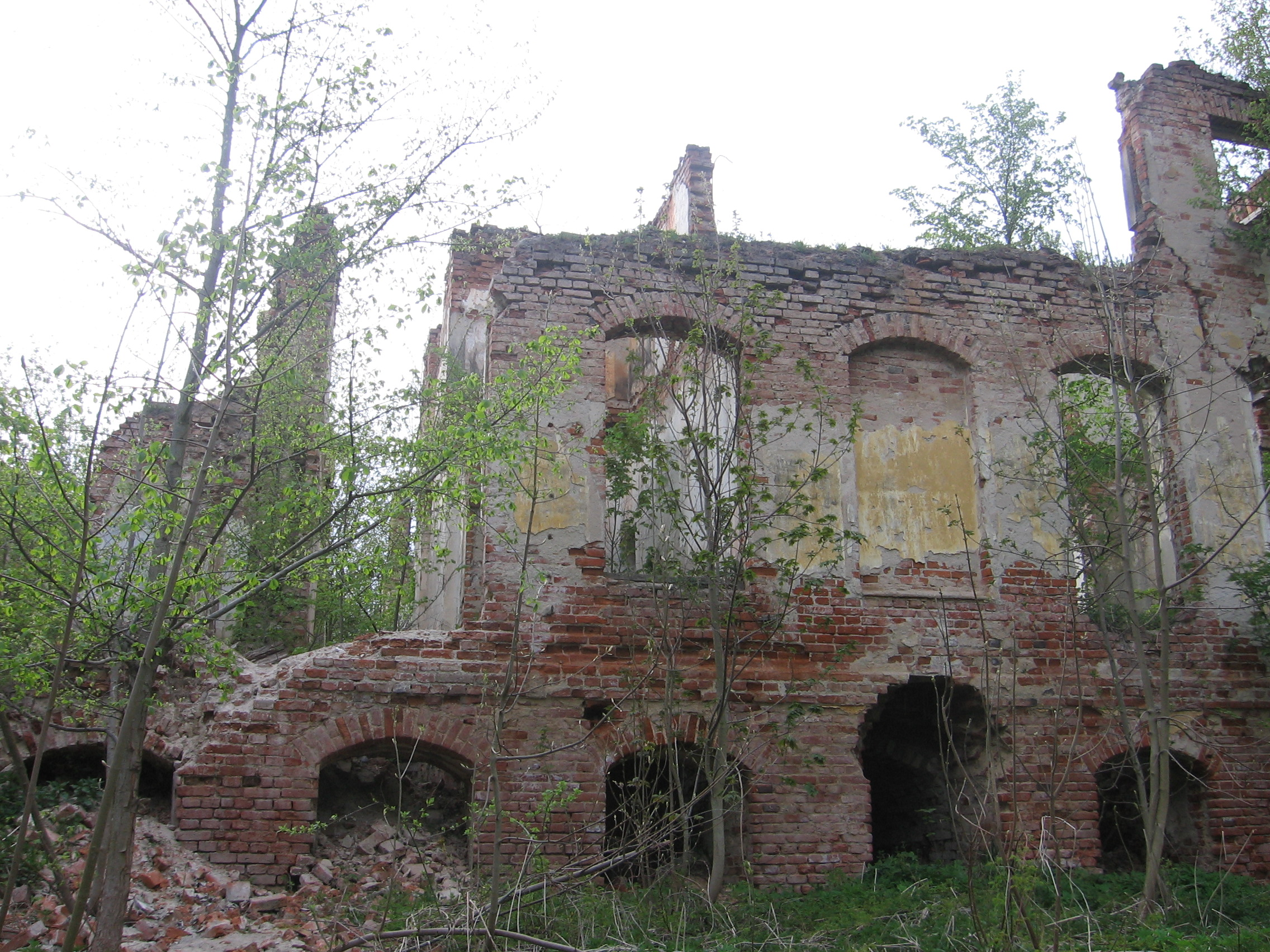
Ruinenreste (I) des Schlosses Arklitten in Arklity

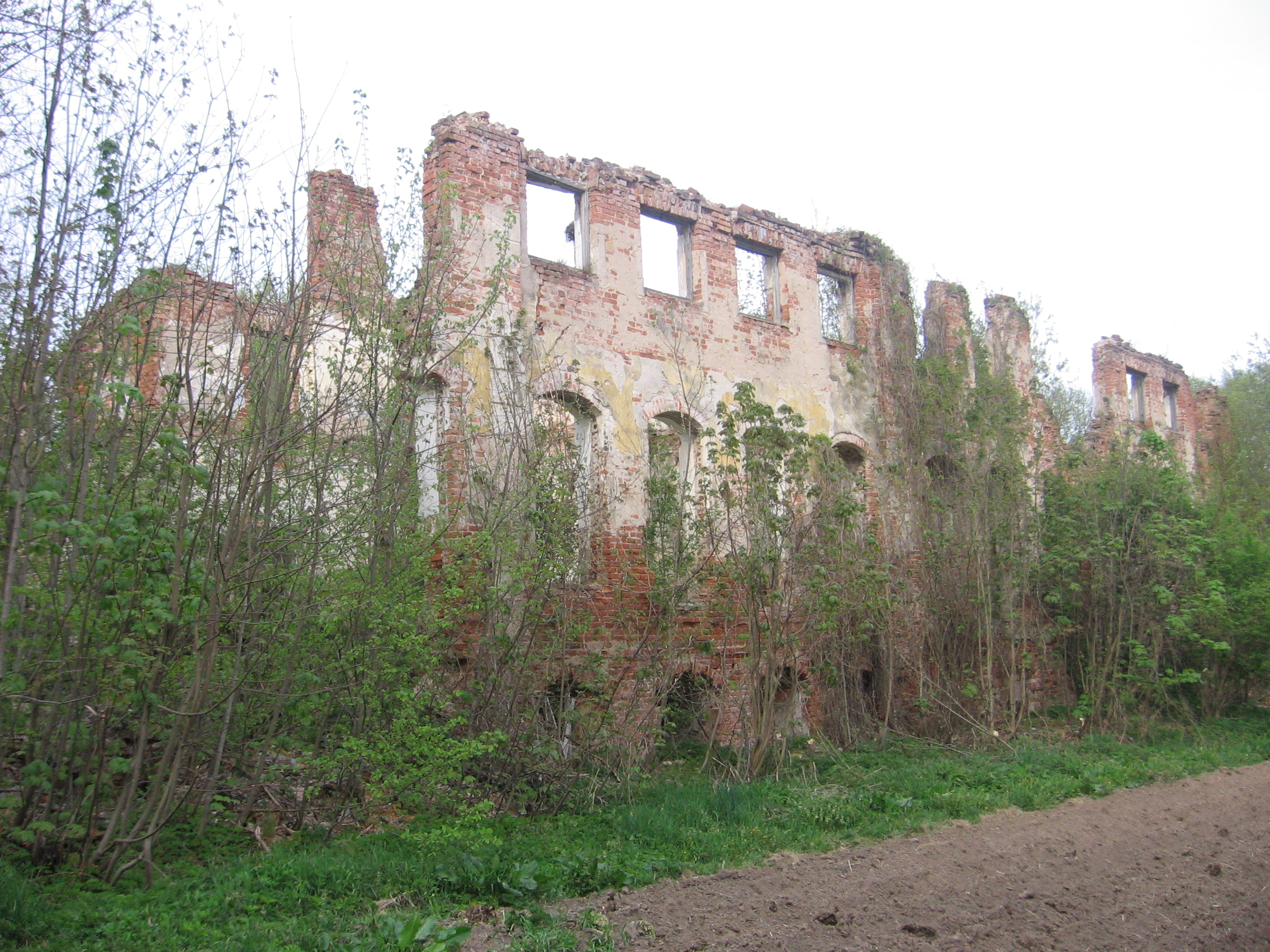
Ruinenreste (II) des Schlosses Arklitten

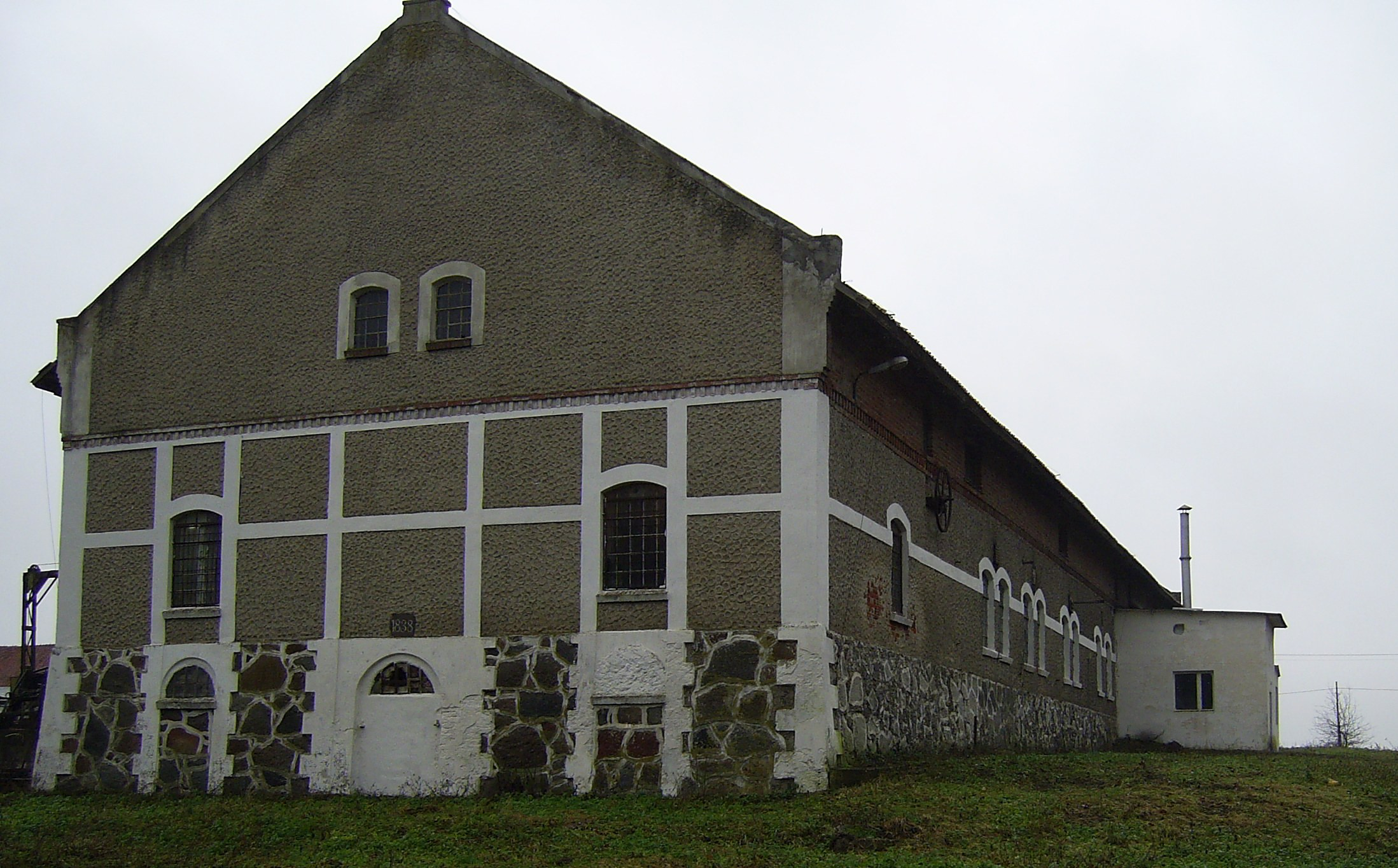
Ehemalige Gutsscheune

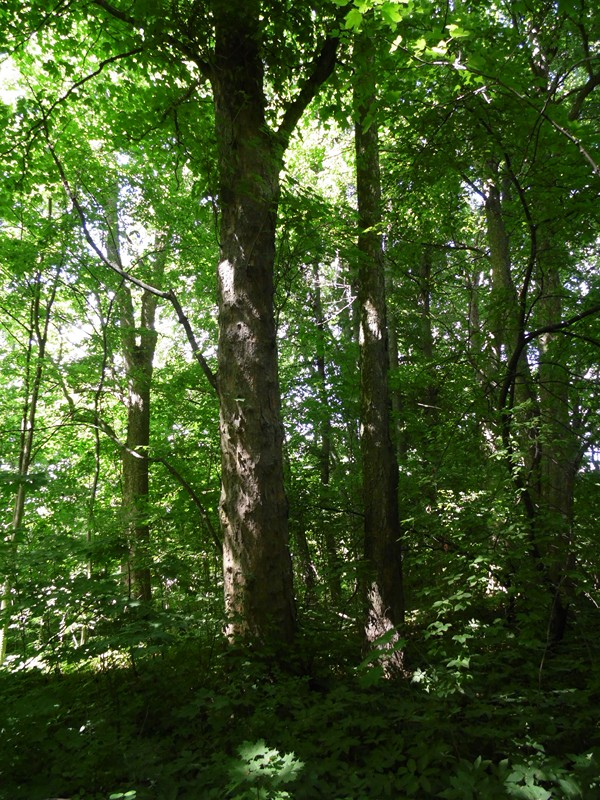
Im alten Schlosspark

Albrecht Freiherr von und zum Egloffstein (1720–1791) ließ das elegante Schloss Arklitten im spätbarocken Stil von 1780 bis 1782 errichten. Es handelte sich um einen zweigeschossigen Putzbau im Stile des Spätbarocks mit frühklassizistischem Portikus mit vier Säulen und exzellent proportionierter Attika. Der Bau war in den Flächen gelb gestrichen mit weiß abgesetzten Gliederungen / Fassadendetails. Das Haus hatte 15 Achsen und einen Kellersockel der erheblich über das umgebende Geländeniveau herausragte. Das Schloss trug ein hohes Mansarddach mit roten Tonpfannen. Eine weit geschwungene Auffahrt endete vor dem zentralen Portikus auf Höhe des Erdgeschosses. Zweiachsige Seitenflügel flankierten den Mittelbau. Die Fortsetzung dieser Seitenflügel bildete eine Doppelallee, die auf das Haus zuführen.
Arklitten gehörte zu den bedeutendsten Schlossbauten der zweiten Hälfte des 18. Jahrhunderts in Ostpreußen.
Bereits während der russischen Besetzung Ostpreußens während des Ersten Weltkrieges wurde das reiche Interieur in Mitleidenschaft gezogen und die Porträtsammlung stark dezimiert. 1964 wurde das Schloss renoviert. Bis in die 1970er Jahre wurde das Schloss noch als Kinderheim und Verwaltungsgebäude genutzt. Danach verfiel das Haus zusehends und wurde als Rohstoffquelle für umgebende Bauten genutzt. Heute sind nur noch Reste der Souterrainmauern im verwilderten Park erhalten.

## Kirche
Bis 1945 war Arklitten in die evangelische Kirche Molthainen in der Kirchenprovinz Ostpreußen der Kirche der Altpreußischen Union sowie in die römisch-katholische Kirche St. Bruno Insterburg (heute russisch Tschernjachowsk) im damaligen Bistum Ermland eingepfarrt.
Heute gehört die mehrheitlich katholische Einwohnerschaft Arklitys zur Pfarrei St. Anna Mołtajny im jetzigen Erzbistum Ermland. Die evangelischen Kirchenglieder orientieren sich zur Kirchengemeinde Barciany, einer Filialgemeinde der Johanneskirche Kętrzyn in der Diözese Masuren der Evangelisch-Augsburgischen Kirche in Polen.

## Verkehr

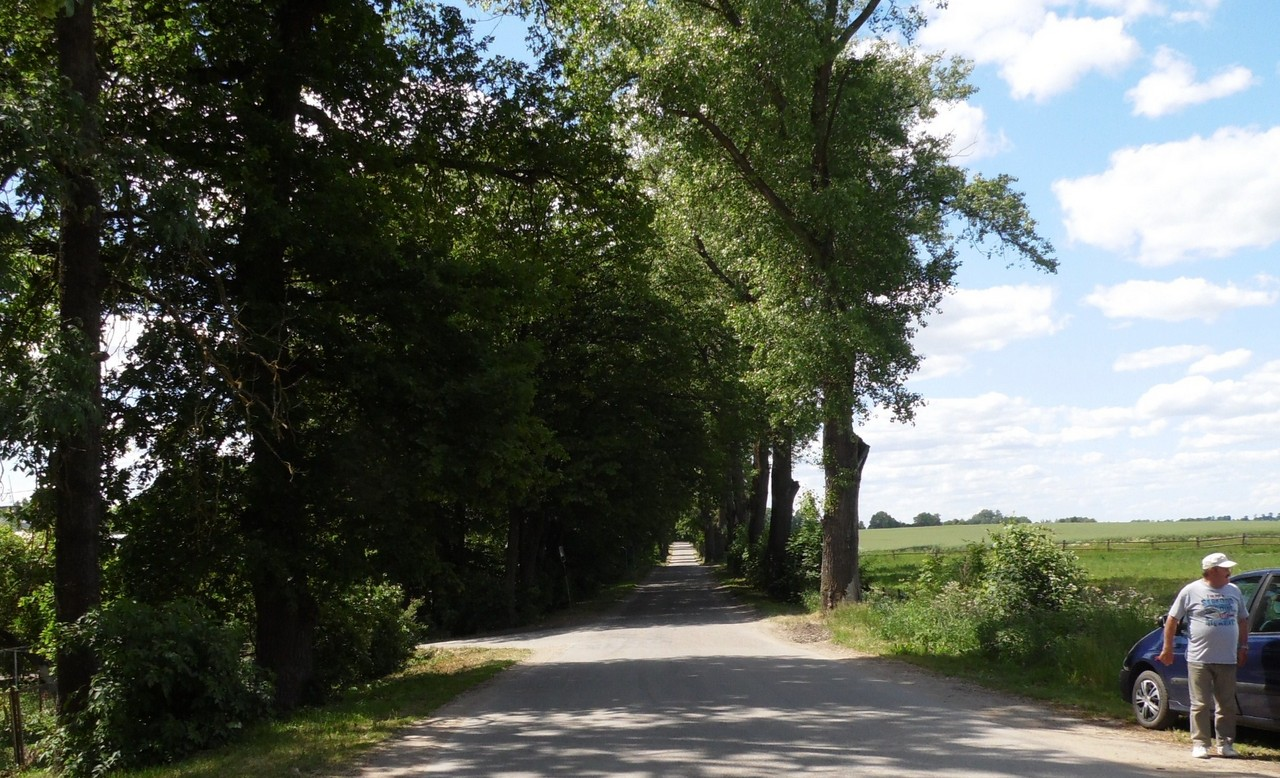
Ortsstraße in Arklity

Arklity ist über eine Nebenstraße zu erreichen, die bei Aptynty (Aftinten) von der Woiwodschaftsstraße 591 (einstige deutsche Reichsstraße 141) abzweigt und über Mołtajny nach Asuny (Assaunen) führt. Außerdem endet eine von Kotki (Krausen) über Błędowo (Blandau) kommende Nebenstraße in Arklity.
Eine Bahnanbindung besteht nicht. Bis 1945 war Molthainen (Molteinen) die nächste Bahnstation. Sie lag an der Bahnstrecke Barten–Gerdauen, die von den Rastenburger Kleinbahnen befahren wurde, seit 1945 aber geschlossen ist.

## Persönlichkeiten

### Aus dem Ort gebürtig
- Werner O. Packull (1941–2018), kanadischer Historiker und Kirchenhistoriker deutscher Abstammung

### Mit dem Ort verbunden
- Albrecht Dietrich Gottfried von und zum Egloffstein (1720–1791), Stifter des Majorats Arklitten, verstarb im Mai 1791 in Arklitten
- Carl von und zu Egloffstein (1795–1887), ab 1830 Majoratsherr auf Arklitten, verstarb am 25. Dezember 1887 in Arklitten